# جيسكي بنك بوكسن
جيسكي بنك بوكسن صالة مغطاة تقع في هرنينغ،الدنمارك.
استضافت الصالة مسابقات جمباز ،كرة اليد،كرة طائرة،هوكي الجليد وكرة السلة بالإضافة إلى الحفلة الموسيقية.

## تاريخ
في يوم 1 أكتوبر 2010 أشترت جيسكي بنك حقوق الأسم للصالة.
ستستضيف الصالة بطولة كأس العالم لهوكي الجليد بجانب رويال أرينا في كوبنهاغن.

## وصلات خارجية
- الموقع الرسمي